# میلس لانگ
میلس لانگ (انگلیسی: Miles Long؛ زاده ۴ نوامبر ۱۹۶۸) یک بازیگر، کارگردان فیلم و تهیه‌کننده فیلم پورنوگرافی اهل ایالات متحده آمریکا است.